# Torneo Esperanzas de Toulon de 2008
El torneo de fútbol Esperanza de Toulon comenzó el 20 de mayo y terminó el 29 de mayo de 2008, fue la 36.ª edición. Participaron ocho equipos de la modalidad sub-23.
Se realizó en Francia, siendo la Selección de fútbol de Italia el campeón de esta edición.

## Ciudades
Los partidos se disputaron en 7 ciudades: Toulon, Hyeres, La Seyne, Solliès-Pont, Saint-Cyr, La Valette-du-Var y Aubagne.

## Resultados
Leyenda: Pts: Puntos; PJ: Partidos jugados; PG: Partidos ganados; PE: Partidos empatados; PP: Partidos perdidos; GF: Goles a favor; GC: Goles en contra; DIF: Diferencia de goles.

### Grupo A
| Equipo       | Pts | PJ | PG | PE | PP | GF | GC | DIF |
| ------------ | --- | -- | -- | -- | -- | -- | -- | --- |
| Chile        | 9   | 3  | 3  | 0  | 0  | 9  | 3  | +6  |
| Japón        | 6   | 3  | 2  | 0  | 1  | 3  | 3  | 0   |
| Países Bajos | 3   | 3  | 1  | 0  | 2  | 1  | 3  | -2  |
| Francia      | 0   | 3  | 0  | 0  | 3  | 4  | 8  | -4  |

| 20 de mayo de 2008, 18:00 | Japón   | 1:0 (0:0) | Países Bajos | Estadio Mayol, Toulon |  |
|                           | Lee 64' |           |              |                       |  |

| 20 de mayo de 2008, 20:30 | Francia                              | 3:5 (2:1) | Chile                                                              | Estadio Mayol, Toulon |  |
|                           | Bonnet 19' Quercia 23' Pentecôte 47' |           | Fuenzalida 33' Martínez 54' Louvion 80' (ag) Lorca 89' Sagredo 90' |                       |  |

| 22 de mayo de 2008, 18:00 | Francia     | 1:2 (0:1) | Japón                    | Estadio Perruc, Hyeres |  |
|                           | Quercia 17' |           | Umesaki 17' Morimoto 60' |                        |  |

| 22 de mayo de 2008, 20:30 | Países Bajos | 0:2 (0:1) | Chile                           | Estadio Perruc, Hyeres |  |
|                           |              |           | Fuenzalida 19' Orellana 84' (p) |                        |  |

| 24 de mayo de 2008, 18:30 | Francia | 0:1 (0:0) | Países Bajos | Estadio Saulnier, Saint-Cyr |  |
|                           |         |           | Kivuvu 53'   |                             |  |

| 24 de mayo de 2008, 18:30 | Chile                     | 2:0 (0:0) | Japón | Estadio Murat, Solliès-Pont |  |
|                           | Carmona 75' Morales 90+2' |           |       |                             |  |

### Grupo B
| Equipo          | Pts | PJ | PG | PE | PP | GF | GC | DIF |
| --------------- | --- | -- | -- | -- | -- | -- | -- | --- |
| Italia          | 9   | 3  | 3  | 0  | 0  | 6  | 1  | +5  |
| Costa de Marfil | 6   | 3  | 2  | 0  | 1  | 5  | 2  | 3   |
| Turquía         | 3   | 3  | 1  | 0  | 2  | 4  | 8  | -4  |
| Estados Unidos  | 0   | 3  | 0  | 0  | 3  | 2  | 6  | -4  |

| 21 de mayo de 2008, 15:30 | Turquía                         | 3:2 (2:0) | Estados Unidos        | Estadio Mayol, Toulon |  |
|                           | Güngör 19' Şahin 35' Parlak 59' |           | Brunner 58' Ochoa 72' |                       |  |

| 21 de mayo de 2008, 18:00 | Costa de Marfil | 0:2 (0:0) | Italia            | Estadio Mayol, Toulon |  |
|                           |                 |           | Giovinco 65', 73' |                       |  |

| 23 de mayo de 2008, 18:30 | Costa de Marfil | 1:0 (0:0) | Estados Unidos | Estadio Marquet, La Seyne |  |
|                           | Djapka 70' (p)  |           |                |                           |  |

| 23 de mayo de 2008, 20:30 | Italia                      | 2:1 (1:0) | Turquía    | Estadio Marquet, La Seyne |  |
|                           | Lanzafame 32' Marchisio 89' |           | Yılmaz 50' |                           |  |

| 25 de mayo de 2008, 18:00 | Italia                | 2:0 (2:0) | Estados Unidos | Estadio Vallis Laeta, La Valette-du-Var |  |
|                           | Abate 31' Dessena 36' |           |                |                                         |  |

| 25 de mayo de 2008, 18:00 | Costa de Marfil                 | 4:0 (2:0) | Turquía | Estadio De Lattre, Aubagne |  |
|                           | Cissé 42', 45+2', 86' Moura 75' |           |         |                            |  |

## Segunda fase
|  | Semifinales        | Semifinales        |   |                    | Final              | Final |  |
|  |                    |                    |   |                    |                    |       |  |
|  |                    |                    |   |                    |                    |       |  |
|  | 27 de mayo, Toulon |                    |   |                    |                    |       |  |
|  | Chile              | 2                  |   |                    |                    |       |  |
|  | Costa de Marfil    | 1                  |   |                    |                    |       |  |
|  |                    |                    |   |                    |                    |       |  |
|  |                    |                    |   |                    | 29 de mayo, Toulon |       |  |
|  |                    |                    |   |                    | Chile              | 0     |  |
|  |                    | Italia             | 1 |                    |                    |       |  |
|  |                    |                    |   |                    |                    |       |  |
|  |                    |                    |   |                    |                    |       |  |
|  |                    |                    |   |                    | Tercer lugar       |       |  |
|  | 27 de mayo, Toulon | 27 de mayo, Toulon |   | 29 de mayo, Toulon | 29 de mayo, Toulon |       |  |
|  | Italia             | 0 (5)              |   | Costa de Marfil    | 2 (4)              |       |  |
|  | Japón              | 0 (4)              |   |                    | Japón              | 2 (3) |  |

### Semifinales
| 27 de mayo de 2008 | Chile                     | 2:1 (1:1) | Costa de Marfil | Estadio Mayol, Toulon                                                 |                                                                       |
|                    | Morales 5' · Orellana 60' |           | Djakpa 40'      | Asistencia: 1.000 espectadores Árbitro(s): Paolo Tagliavento (Italia) | Asistencia: 1.000 espectadores Árbitro(s): Paolo Tagliavento (Italia) |

| 27 de mayo de 2008 | Italia                                             | 0:0 (0:0) (5:4 p.)         | Japón                                            | Estadio Mayol, Toulon |  |
|                    |                                                    | Tiros desde el punto penal |                                                  |                       |  |
|                    | Bocchetti · Abate · Cigarini · Candreva · Giovinco |                            | Honda · Kajiyama · Morishige · Mizuno · Mizumoto |                       |  |

### Tercer lugar
| 29 de mayo de 2008, 18:00 | Costa de Marfil                                | 2:2 (1:0) (4:3 p.)         | Japón                                         | Estadio Mayol, Toulon |  |
|                           | Fofana 31' · Cissé 90+4'                       |                            | Escudero 72' · Morishige 82'                  |                       |  |
|                           |                                                | Tiros desde el punto penal |                                               |                       |  |
|                           | Djakpa · Fofana · Koné · Moura-Komenan · Cissé |                            | Honda · Morishige · Morimoto · Lee · Mizumoto |                       |  |

### Final
| 29 de mayo de 2008, 20:45 | Chile | 0:1 (0:0) | Italia      | Estadio Mayol, Toulon |  |
|                           |       |           | Osvaldo 70' |                       |  |

|                   |
| Bandera de Italia |
| Campeón           |
| Italia            |
| 1º título         |

## Estadísticas
| Equipo | Equipo          | Pts | PJ | PG | PE | PP | GF | GC | Dif |
| ------ | --------------- | --- | -- | -- | -- | -- | -- | -- | --- |
| 1      | Italia          | 10  | 5  | 4  | 1  | 0  | 7  | 1  | +6  |
| 2      | Chile           | 9   | 5  | 4  | 0  | 1  | 11 | 6  | +5  |
| 3      | Costa de Marfil | 7   | 5  | 2  | 1  | 2  | 8  | 5  | +3  |
| 4      | Japón           | 8   | 5  | 2  | 2  | 1  | 5  | 5  | 0   |
| 5      | Países Bajos    | 3   | 3  | 1  | 0  | 2  | 1  | 3  | -2  |
| 6      | Turquía         | 3   | 3  | 1  | 0  | 2  | 4  | 8  | -4  |
| 7      | Estados Unidos  | 0   | 3  | 0  | 0  | 3  | 2  | 6  | -4  |
| 8      | Francia         | 0   | 3  | 0  | 0  | 3  | 4  | 8  | -4  |

## Goleadores
| Jugador               | Selección       | Goles |
| --------------------- | --------------- | ----- |
| Sekou Cissé           | Costa de Marfil | 4     |
| José Pedro Fuenzalida | Chile           | 2     |
| Fabián Orellana       | Chile           | 2     |
| Pedro Morales         | Chile           | 2     |
| Sebastian Giovinco    | Italia          | 2     |
| Constant Djakpa       | Costa de Marfil | 2     |
| Julien Quercia        | Francia         | 2     |
| Juan Gonzalo Lorca    | Chile           | 1     |

## Premiación

### Premios
| Premio              | País            | Jugador            |
| ------------------- | --------------- | ------------------ |
| Mejor Árbitro       | Portugal        | Jorg Sousa         |
| 1º Mejor Jugador    | Italia          | Sebastian Giovinco |
| 2º Mejor Jugador    | Chile           | Pedro Morales      |
| 3º Mejor Jugador    | Japón           | Hiroki Mizumoto    |
| 4º Mejor Jugador    | Chile           | Fabián Orellana    |
| Mejor Arquero       | Italia          | Davide Bassi       |
| Mejor Jugador Joven | Chile           | Rafael Caroca      |
| Mejor Gol           | Chile           | Pedro Morales      |
| Goleador            | Costa de Marfil | Sekou Cissé        |